# Кведер, Зофка
Зофка Кведер (словен. Zofka Kveder; 22 апреля 1878, Любляна — 21 ноября 1926 года, Загреб) — словенская писательница, переводчица и журналистка, участница феминистического движения Словении и Хорватии.

## Ранние годы
Зофка Кведер родилась 22 апреля 1878 года в Любляне в семье помощника железнодорожного проводника Янеза Кведера и Нежи Кведер (в девичестве Легат). Отец Зофки не оставался долго на одном месте и был склонен к алкоголизму, и вскоре семья покинула Любляну и переехала жить в деревню. По окончании сельской школы в 1888 году Зофка продолжила обучение в школе при монастыре в Любляне. Впоследствии это стало причиной её атеистического мировоззрения.
По возвращении обратно к семье, Зофка обнаружила, что отец ударился в пьянство, а мать стала искать утешение в религии. Шестнадцатилетняя Зофка на несколько месяце ушла из дому, чтобы работать секретарём в конторе землемера, а опять оказавшись дома вскоре снова его покинула, теперь уже навсегда. В 1897 году она нашла работу переписчика в адвокатской конторе в Любляне. В это же время она начинает писать первые рассказы.

## Литературная карьера
Первые произведения Кведер публикует женской газете «Словенка». Она пишет заметки о положении женщин, затрагивая в том числе вопросы неравной оплаты труда и недоступности университетского образования. В январе 1899 года Кведер приглашают на работу в центральную редакцию «Словенки» в Триесте, но уже в октябре она уезжает из Словении в Швейцарию, чтобы поступить в Бернский университет. Однако денег на обучение ей не хватает, и она оставляет университет.
В январе 1900 года Кведер оказывается в Мюнхене, однако не может оплачивать проживание и через месяц перебирается в Прагу. Здесь она знакомится с Владимиром Еловшеком, своим будущим мужем. Весной того же года в свет выходит дебютный сборник рассказов Кведер —  «Misterij žene», который словенские критики воспринимают отрицательно из-за, по их мнению, излишнего внимания автора к проблемам женщин. Однако в 1901 году три рассказа из сборника перепечатывается венский журнал «Dokumente der Frauen».
В 1906 году вместе с мужем Кведер переезжает в Загреб и становится редактором женского приложения «Frauenzeitubg» к газете «Agramer Tagnlat». В 1912, из-за измен Еловшека, брак распадается, и Кведер предпринимает попытку самоубийства. Однако уже в 1913 году она вновь выходит замуж, её избранником становится журналист Юрай Деметрович. В 1914 году появляется первый роман Кведер — «Njeno življenje». На этот раз она отходит от однобокого изображения женщины-жертвы, уделяя внимание всем сторонам женственности.
Свой самый знаменитый роман — «Hanka» — Зофка Кведер публикует в 1917 году. В том же году она начинает издавать журнал «Ženski svijet», посвящённый феминистскому движению в славянских странах. Тем временем Юрай Деметрович, занятый работой в югославском правительстве, начинает отдаляться от жены. В 1919 году умирает старшая дочь Кведер, что сильно отражается на здоровье писательницы. До 1926 года она посещает различные курорты, а когда её самочувствие улучшается, Деметрович сообщает, что у него будет ребёнок от другой женщины и требует развода. Это отнимает у Кведер желание жить, и 21 ноября 1926 года она совершает самоубийство.

## Феминистическое движение
Творчество Зофки Кведер сделало её одним из лидеров феминистического движения Словении. Способствовали этому и контакты с известными феминистками Европы, которые она завела в Бернском университете. Кведер выступала на учредительном собрании Всеобщей ассоциации словенских женщин, призывая к борьбе за равные права для женщин, а также отмечая необходимость пропаганды семейных ценностей.
В 1915 году, во время Первой мировой войны, Кведер избирают делегатом от Хорватии для участия в Международном женском конгрессе в Гааге, однако беременность не позволяет ей принять в нём участие. После самоубийства Кведер в 1926 году, представители многих женских организаций Европы приезжают отдать ей последнюю дань уважения.
Марта Тауск, австрийская соратница Кведер по женскому движению, назвала её человеком целеустремлённым, смелым и искренне заинтересованным в проблемх женщин всех возрастов и социального положения.

## Характеристика творчества
Произведения Зофки Кведер были изначально рассказывали о проблемах женщин. Первые рассказа, написанные по свежим воспоминаниями о жизни, были полны боли и страданий. В последующих произведения, особенно крупной формы, многосторонняя женская натура нашла лучшее освещение.
Зофка Кведер относится ко второму поколению словенских натуралистов наряду с Этбином Кристианом и Алоизом Крайгером. Расцвет её творчества пришёлся на время, когда натурализм уже не был центральным направлением словенской литературы.
В произведениях Кведер нашли отражения общие тенденции европейской феминистской литературы, которые также можно найти в творчестве Хедвиг Дом, Франциски цу Ревентлов, Габриэле Рейтер и Эллен Кей.

## Личная жизнь
У Зофки было два младших брата: Алоизий, 1882 года рождения, и Виктор, 1884 года рождения.
Одной из причин ухода Зофки из дома стало насилие со стороны родителей.
С Владимиром Еловшеком Кведер сочеталась гражданским браком в 1903 году. Её первый ребёнок, дочь Владоша, родился вне брака в 1901 году. В 1906 и 1911 родились дочери Мария и Мира.

## Избранная библиография

### Проза
- «Na kmetih»
- «Misterij žene»
- «Odsevi»
- «Iz naših krajev»
- «Iskre»
- «Njeno življenje»
- «Vladka in Mitka»
- «Vladka, Mitka in Mirica»
- «Hanka»
- «Veliki in mali ljudje»

### Пьесы
- «Ljubezen»
- «Amerikanci»
- «Arditi na otoku Krku»